# Georg Christian Unger
Pour les articles homonymes, voir Unger.
Georg Christian Unger (né le 25 mai 1743 à Bayreuth et mort le 20 février 1799 à Berlin) est un architecte et constructeur de Frédéric le Grand à Potsdam et à Berlin. Il est l'un des artistes les plus importants du rococo frédéricien.

## Biographie
Il étudie à l'Académie de Bayreuth avec Carl von Gontard et plus tard, comme son professeur, est allé à Potsdam et à Berlin et travaille comme maître d'œuvre avec Johann Gottfried Büring. Après le déménagement de Gontard à Potsdam et Berlin, il est son plus proche collaborateur pendant des années et termine sa formation. Selon les propres plans d'Unger, des maisons de ville ainsi que des bâtiments publics et militaires sont construits à Potsdam.
En 1787, Unger devient Oberhofbaurat, en 1788 il devient directeur de l'Immediatbaukommission.
Unger fournit les conceptions d'environ 260 bâtiments, dont beaucoup sont réalisés par lui-même. Il développe un nouveau type de construction à partir des exigences de Frédéric II : le Bürgerpalais, un immeuble d'habitation bourgeois aux allures de palais. Unger crée également un grand nombre de bâtiments à Berlin : rien que 40 sur l'Unter den Linden, 13 palais sur la Gendarmenmarkt et plus de 40 sur la Leipziger Straße.
Georg Christian Unger décède à Berlin en 1799 à l'âge de 55 ans. Il est enterré au cimetière des paroisses de Dorotheenstadt et Friedrichswerder devant la porte d'Oranienbourg. La tombe n'a pas été conservée.

## Grands travaux

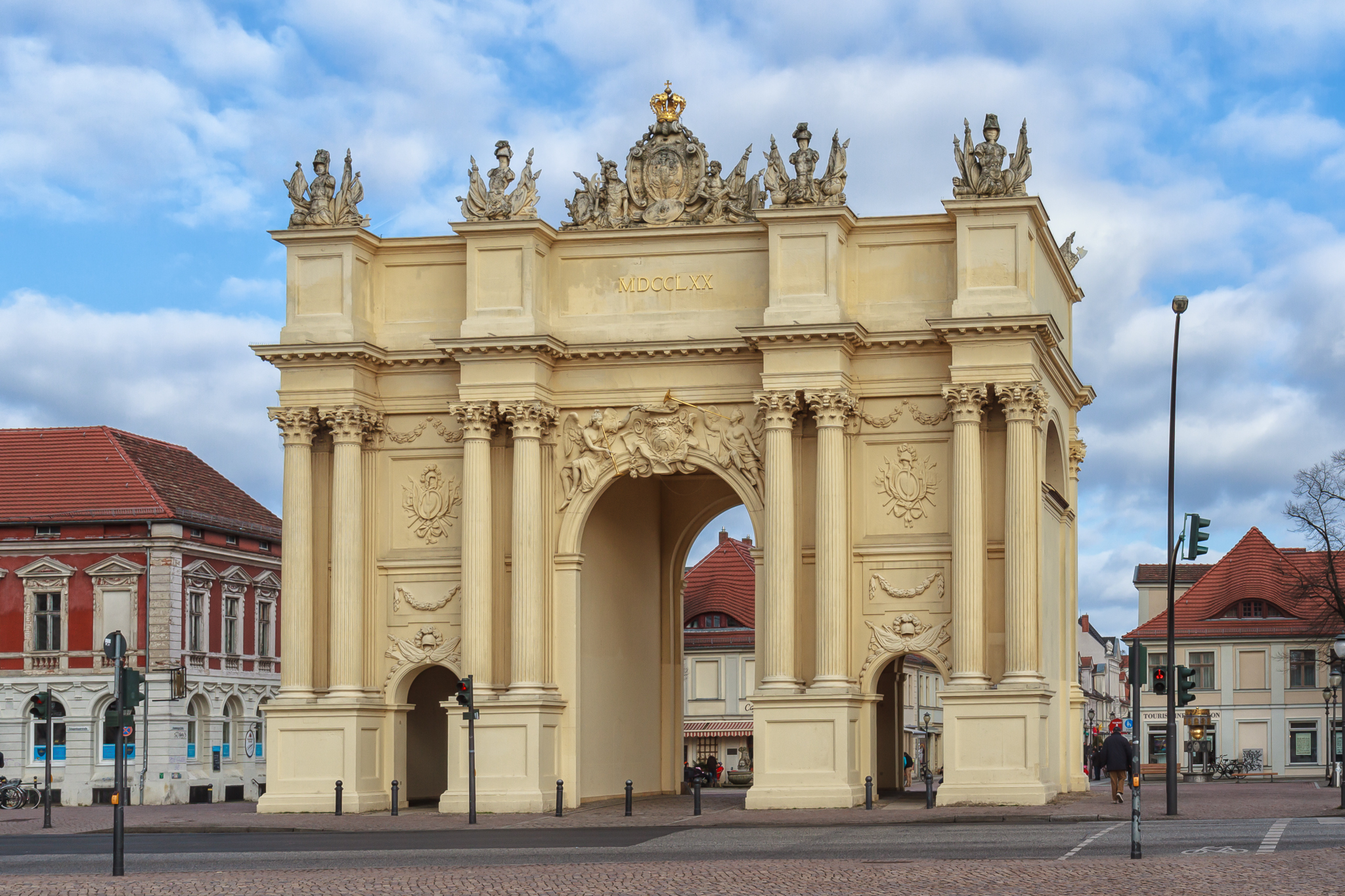
La porte de Brandebourg à Potsdam

- Maisons Hiller-Brandtsche (de) à Potsdam (1769)
- Porte de Brandebourg à Potsdam (côté champs, côté ville d'après les plans de Gontard, 1770)
- Belvédère sur le Klausberg (de) à Potsdam (1770–1772)
- Église du village (de) à Eiche (1771)
- Reconstruction des nouvelles chambres (de) à Potsdam (1771-1775)
- Ancienne bibliothèque royale sur la Bebelplatz à Berlin (1775-1780)
- Nouveau bâtiment de la maison des cadets de Berlin (1776-1779)
- Tours de la cathédrale allemande et française de Berlin (avec Carl von Gontard, 1780-1785)
- Bâtiment de tête de la longue écurie (de) de Potsdam (1781)
- Jägerbrücke avec colonnades à Berlin (1782)
- Ancienne Poste de Potsdam (de) (1783-1784)
- Maison avec 99 têtes de mouton (de) sur l'Alexanderplatz à Berlin (1783)